# Claudia Sainte–Luce
Claudia Sainte–Luce (Veracruz, México, 1982) é uma directora de cinema e roteirista mexicana.

## Biografia
Estudou Artes Audiovisuais na Universidade de Guadalajara, de onde egresó em 2004.

## Trajectória profissional
Trabalhou como assistente de produção em anúncios televisivos e em séries como Capadocia e Terminais e nos filmes Te extraño e Te presento a Laura. Entre 2005 e 2008 trabalhou nos cortometrajes Muerte anunciada (2005) e El milagrito de San Jacinto  (2007). Sua ópera prima Los insólitos peces gato (2013) teve boa recepção e apresentou-se em diversos festivais e mostras de México e o mundo, ganhando diversos prêmios.

## Filmografía
- 2013 - Los insólitos péces gato (O incrível peixe-gato)
- 2016 - La caja vacía (A caixa vazia)

## Prêmios e reconhecimentos
- Prêmio do Júri Jovem a Melhor Filme no Festival Internacional de Cinema de Locarno por Los insólitos peces gato[1]
- Ganhadora da categoria México Primeiro do Baja Film Festival, México, por Los insólitos peces gato[2]
- Prêmio FIPRESCI da Crítica Internacional, Festival Internacional de Cinema de Toronto por Los insólitos peces gato[5][6]
- Primeiro Prêmio na secção Primeiro Corte do festival Ventana Sur 2012, Argentina, por Los insólitos peces gato[5]
- Prêmio do Júri do Festival de Gijón 2013 por Los insólitos peces gato
- Prêmio Novos Directores do Festival de San Francisco por Los insólitos peces gato
- Indicada ao Prêmio Ariel em 2013 por Melhor Direcção por Los insólitos peces gato